# Emil Schmid (Richter)
Emil Schmid (* 17. Januar 1908 in Adelboden; † 12. August 1992 in Uttigen; reformiert, heimatberechtigt in Frutigen) war ein Schweizer Bundesrichter.

## Leben
Emil Schmid, Sohn des David Emil Schmid und der Anna geborene Feller, absolvierte ein Studium der Rechtswissenschaften an der Universität Bern. Im Jahr 1933 erwarb er das Notariatspatent. Zu Beginn seiner beruflichen Laufbahn war er von 1933 bis 1938 als Gerichtsschreiber, Betreibungs- und Konkursbeamter des Amtsbezirks Obersimmental eingesetzt. In unmittelbarer Folge amtierte Schmid bis 1944 als Gerichtspräsident in Konolfingen. 1945 wurde er vom Berner Grossen Rat zum Oberrichter gewählt. Schmid bekleidete dieses Amt bis 1959.
Am 1. Oktober 1959 wurde Schmid auf Vorschlag der BGB-Fraktion ins Bundesgericht gewählt. Er wirkte dort von 1960 bis 1970 als Richter der 2. Zivilabteilung, von 1971 bis 1974 der 1. Zivilabteilung und des ausserordentlichen Kassationshofs sowie von 1964 bis 1970 als Mitglied des Bundesstrafgerichts. 1974 erklärte er seinen Rücktritt.
Er heiratete 1934 Dora geborene Studer. In der Schweizer Armee hatte er den Rang eines Majors.
Emil Schmid verstarb 1992 in seinem 85. Lebensjahr.